# اندرو جی وست
اندرو جی وست (انگلیسی: Andrew J. West؛ زادهٔ) یک هنرپیشه، و نویسنده اهل ایالات متحده آمریکا است که در سریال‌ها و فیلم‌های سینمایی بسیار زیادی نقش ایفا نموده است.
 او بیشتر بخاطر نقش گرت در سریال مردگان متحرک و هنری میلز در سریال روزی روزگاری شناخته شده است.او در فیلم والتر بازی کرده است.